# Инокай, Яэль
Яэ́ль Инока́й (Инока́и; нем. Yael Inokai; урождённая Яэ́ль Пи́рен, нем. Yael Pieren; род. 1989, Базель, Базель-Штадт, Швейцария) — швейцарская писательница.

## Биография
Родилась в семье этнических венгра и немки. С 2011 года изучала философию в Базеле и Вене, с 2014 года — сценарное мастерство в Немецкой академии кино и телевидения в Берлине. Работала гидом, публиковала статьи в литературных журналах, на сайте Zeit Online. В 2012 году выпустила (под именем Яэль Пирен) первый роман «Укус аиста» (нем. Storchenbiss). В 2013 году получила грант на участие в Берлинском литературном коллоквиуме, в 2015 году — премиальный титул городской писательницы Хильдесхайма от местного журнала Bella Triste. Второй роман Инокай «Мальстрём» (нем. Mahlstrom), выпущенный в 2017 году, в 2018 году получил престижную литературную премию швейцарского Федерального управления культуры (25 тыс. швейцарских франков), после чего был адаптирован в качестве радиоспектакля крупнейшей швейцарской медиакомпанией SRF (январь 2020) и немецкой радиостанцией Deutschlandfunk Kultur (декабрь 2020). В октябре 2018 года рассказ Инокай «Иностранец» (нем. Der Auslander) удостоился немецкой литературной премии Вюрт (2-й приз, 2500 евро), присуждавшейся в 1996—2019 годах Фондом Вюрт совместно с Тюбингенским университетом. В 2020 году Яэль Инокай написала рассказ «Достойный» (нем. Der Anständige) для радиофестиваля ARD, в 2022 году выпустила третий роман — «Простое вмешательство» («Простая операция»; нем. Ein simpler Eingriff), в том же году отмеченный немецкой литературной премией Анны Зегерс и включённый в длинный список Немецкой книжной премии. В 2023 году роман «Простое вмешательство» принёс Инокай премию Клеменса Брентано (10 тыс. евро) — награду, ежегодно присуждаемую городом Гейдельберг и Гейдельбергским университетом молодым немецкоязычным авторам, обратившим на себя внимание уже первыми публикациями.
Возглавляет писательскую группу TextTransit под эгидой Берлинского студенческого союза. Живёт в Берлине.

## Премии
- Городская писательница Хильдесхайма (2015)
- Литературная премия Вюрт (2018, 2-й приз) — за рассказ «Иностранец»
- Литературная премия Федерального управления культуры (2018) — за роман «Мальстрём»
- Премия Анны Зегерс (2022) — за роман «Простое вмешательство»
- Премия Клеменса Брентано (2023) — за роман «Простое вмешательство»